# 扬内·奥亚宁
扬内·奥亚宁（芬蘭語：Janne Ojanen，1968年4月9日—），芬兰男子冰球运动员。他曾代表芬兰参加1988年和1994年冬季奥林匹克运动会冰球比赛，获得一枚银牌和一枚铜牌。